# Area revue
 (août 2021).
Area revue est une revue d'art thématique : chaque numéro se construit autour d’un dossier thématique émaillé d’entretiens d’artistes, de scientifiques de tous horizons, d’écrivains et de philosophes qui offrent un regard transversal sur la création. 
Par le sous-titre L’art pense le monde, l’équipe veut souligner que les formes artistiques sont, comme celles de la pensée, des témoignages agissant sur l’histoire et l’époque.

## Présentation
La revue a été créée en 2001 par Alin Avila, alors producteur à France Culture. La caractéristique principale d'Area revue est de donner la parole aux artistes par le biais d'entretiens.
Area revue s'interroge sur les situations de l'art qui, ces 50 dernières années, ont ouvert de nouvelles perspectives.
La revue est réalisée dans la galerie Area Paris et présente régulièrement des expositions d'art contemporain.
La revue a reçu le concours du Centre national du livre, du ministère de la Culture et de la région Île-de-France. Elle est partenaire de nombreuses manifestations telles la Fête du livre de Saint-Étienne, le Festival de l'histoire de l'art, la Biennale d'Art contemporain du Havre,Révélations Biennale Internationale des Métiers d’Art et Création 
La revue Area a organisé un colloque avec le peintre Lin Xiang Xiong et le prix Nobel de la Paix Lech Walesa au Sénat à Paris sous l'égide d'Alin Avila en mars 2017.

## Équipe éditoriale
L'équipe éditoriale de la revue est composée d'artistes, de personnalités et de critiques du monde de l'art parmi lesquels Alin Avila, Sophie Bassouls, Hans Bouman, Cyb, Christian Gattinoni, Fumihiko Harada, Frédérique Le Graverend, Michèle Meunier, Alain Pusel, Roland Ruseler…